# Nachttocht
Nachttocht è un film televisivo del 1982, diretto da Nick van den Boezem.

## Trama
Il dodicenne Thomas, in cerca di amicizia ed amore, inizia a prendere lezioni di canottaggio e si affeziona molto al giovane ragazzo che gli fa da insegnante. Quando scopre che il suo allenatore gli ha mentito per poter intraprendere una relazione con sua madre, il ragazzo cade in profonda depressione.